# 田成仁
田成仁（1926年4月2日—2020年1月30日），中国大陆男演员，曾获第4届中国电视剧飞天奖优秀男主角奖。代表作有《篱笆、女人和狗》、《金婚》、《暖春》等。

## 外部連結
- 田成仁在豆瓣上的资料（简体中文）
- 田成仁在互联网电影资料库（IMDb）上的資料（英文）